# 676
676 је била преступна година.

## Догађаји
- Опсада Солуна (676—678)

- Лето – Опсада Цариграда (674—678): калиф Муавија I шаље свог сина Језида са муслиманским појачањем у Цариград. У исто време, Византинци морају да се суоче са словенским нападом на Солун и нападима Ломбардинаца у Италији.
- Дагоберт II, син покојног краља Сигиберта III, постаје нови владар Аустразије, након што је његов претходник Хлодвиг III убијен.
- Краљ Етелред од Мерсије врши инвазију на Кент, у покушају да наметне власт и умањи утицај Кента у Сарију и Лондону. Његове војске уништавају Рочестерску епархију и пустоше околна села.
- Јапански цар Тенму објављује декрет о порезима из феуда и запошљавању лица за службу из спољних провинција. Људима истакнутих способности је дозвољено да ступе у службу, иако су из простог народа, без обзира на њихов чин.
- Широко засновани напори на полуострву под Силиним вођством, да се спречи кинеска доминација над Корејом, успевају да натерају кинеске трупе да се повуку у Манџурију, на североистоку Кине.
- 17. јун – Папа Адеодат II умире у Риму после 4 године епископства. Наследио га је папа Донус као 78. римски епископ.